# Parafia św. Walentego i Macierzyństwa Bożego Maryi Dziewicy w Pakosławiu
Parafia Świętego Walentego i Macierzyństwa Bożego Maryi Dziewicy w Pakosławiu – rzymskokatolicka parafia należąca do dekanatu jutrosińskiego. Powstała w XIV wieku. Mieści się przy ulicy 22 Stycznia.